# Tiên Lữ (xã)
Tiên Lữ là một xã ở phía nam của huyện Lập Thạch, tĩnh Vĩnh Phúc. Đây là một xã giáp với Xuân Lôi, Đồng Ích, Văn Quán, có Tỉnh lộ 305 chạy qua.

## Lịch sử hình thành
Nơi đây từng được xem là một trong những nơi cư trú đầu tiên của người Việt từ thời các vua Hùng dựng nước. Một giai thoại kể rằng nơi đây từ có các tiên nữ mến cả cảnh núi non tươi đẹp, đã giáng trần xuống tắm và đi dạo trong một sơn động. Từ đó, con động được gọi là động Tiên Du và vùng đất này được gọi là Tiên Lữ.

Xã Tiên Lữ này nay hình thành từ ngôi làng Tiên Lữ, còn được gọi ngắn gọn là làng Tiên. Nguyên thủy, làng có tên là Kẻ Chặng, hay làng Chặng, sau mới đổi tên thành Tiên Lữ.

## Đặc điểm tự nhiên

### Địa lý
Xã Tiên Lữ nằm gần sông Phó Đáy, tại ngã ba của hai con sông này. phía tây tiếp giáp với Xuân Lôi, phía đông bắc giáp huyện Đồng Ích, Lập Thạch, phía bắc giáp xã Tử Du, phía đông và đông bắc giáp xã Văn Quán, đều của huyện Lập Thạch.

### Địa hình
Xã Tiên Lữ thuộc đồng bằng Bắc Bộ và là vùng trũng của tỉnh, có địa hình thấp dần từ Bắc xuống Nam, từ Tây sang Đông. Cấu tạo địa tầng rất cổ, có nhiều đồi núi, độ cao của đất xen nhau, đây là một trong những yếu tố gây không ít khó khăn cho công tác thủy lợi phục vụ phát triển sản xuất nông nghiệp.

### Khí hậu
Xã nằm trong vùng khí hậu nhiệt đới gió mùa, chia làm 4 mùa rõ rệt. Từ tháng 5 đến tháng 10 nhiệt độ trung bình từ 24 - 27oC, đây là mùa có nhiều mưa bão, ảnh hưởng đến phát triển sản xuất, đặc biệt trong lĩnh vực nông nghiệp. Từ tháng 11 đến tháng 4 năm sau, nhiệt độ trung bình hàng năm từ 18 - 24oC. Độ ẩm tương đối hàng năm là 86%. Số giờ nắng trung bình 1450 đến 1550 giờ. Lượng mưa trung bình từ 1680 - 1730mm, có năm lượng mưa trên 2000mmm (do vị trí địa lý nên lượng mưa thường cao hơn các huyện phía bắc tỉnh từ 100 - 200mm và tập trung vào các tháng 8, 9).

### Tài nguyên

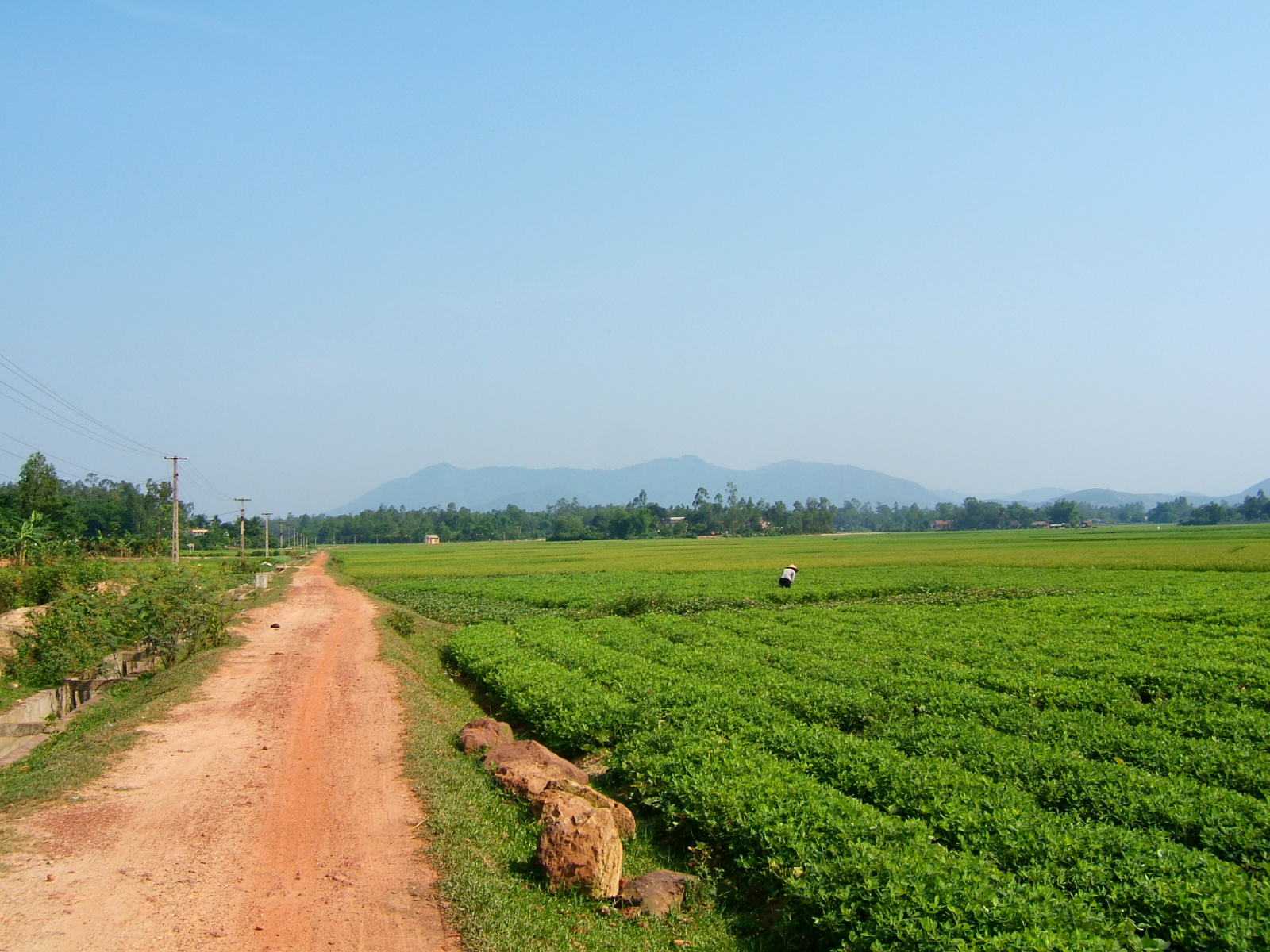
Cánh đồng trồng lạc và lúa tại xã Tiên Lữ, huyện Lập Thạch

Xã Tiên Lữ có diện tích đất tự nhiên 115,10 km², trong đó diện tích đất nông nghiệp là 6.293,68 ha; diện tích đất nông nghiệp bình quân đầu người của huyện là 549m². Thổ nhưỡng chủ yếu là đất phù sa được bồi và đất phù sa không được bồi. Đất phù sa được bồi phân bổ chủ yếu ở vùng ngoài đê ven sông Phó Đáy, hàng năm được phù sa bồi đắp nên đất đai màu mỡ, thích hợp trồng các loại cây công nghiệp ngắn ngày, cây lương thực và hoa màu. Nhìn chung, điều kiện khí hậu và đất đai của Tiên Lữ thuận lợi cho việc phát triển nông nghiệp đa dạng, với nhiều loại cây trồng.

## Phân chia hành chính
Toàn bộ xã được chia thành 08 thôn dân cư: thôn Mới, thôn Dộc, thôn Quẵng, thôn Quang Trung, thôn Minh Trụ, thôn Nương Ải, thôn Tân Thành, Thôn Vinh Quang.

## Dân cư
Toàn bộ xã có dân số khoảng 4.500 người, gần như toàn bộ người dân là dân tộc Kinh. Dân số tập trung phần lớn ở các thôn: thôn Quẵng, thôn Minh Trụ, thôn Quang Trung, thôn Mới, thôn Xuôi, thôn Dộc, thôn Đình (Tân Thành).

## Giao thông
Xã Tiên Lữ có tỉnh lộ 305 chạy qua là 1 thuận lợi cho phát triển kinh tế. Đường sá các thôn cho tới nay đã tương đối được lát bê tông.

## Kinh tế

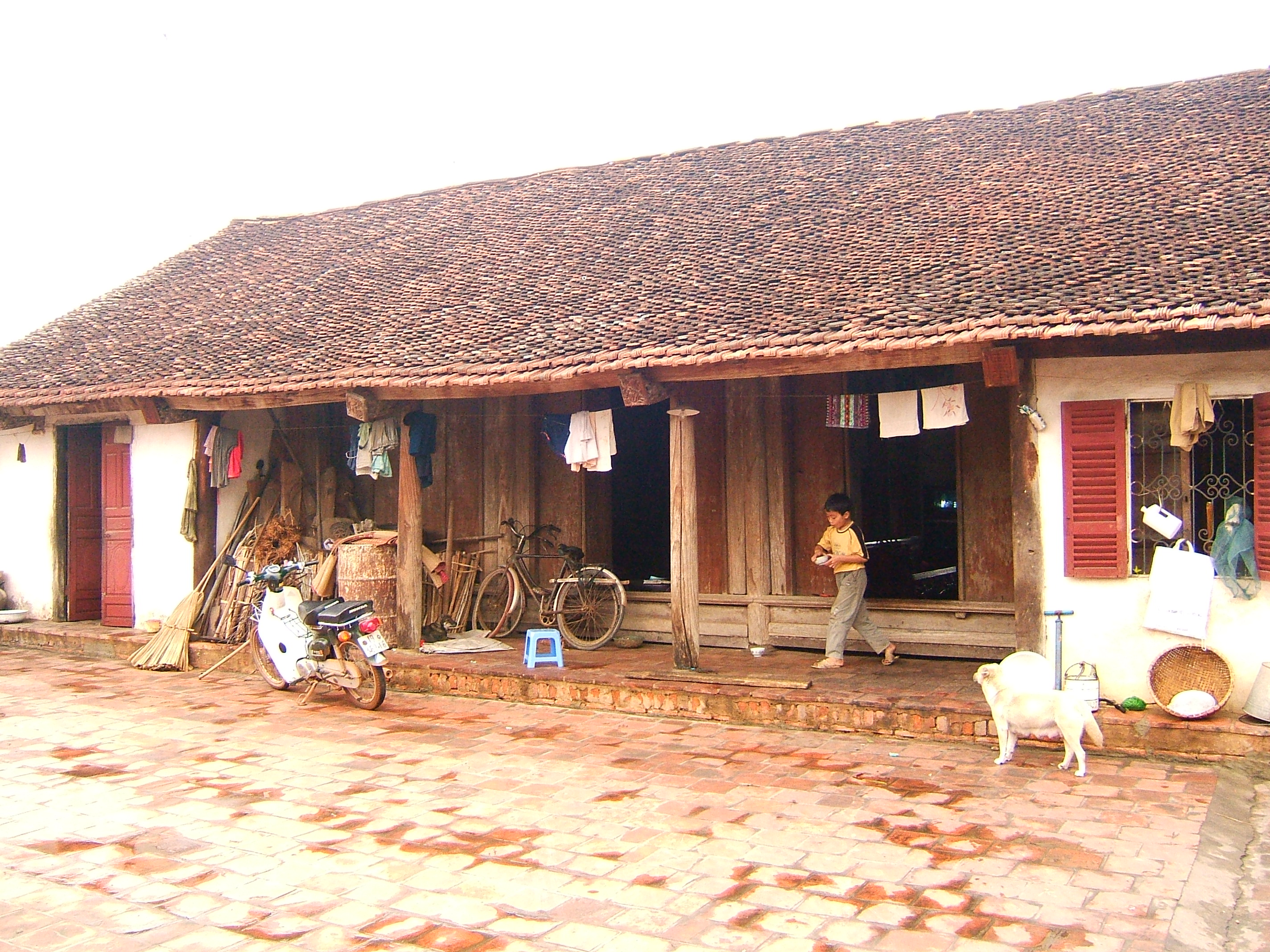
Một căn nhà ngang truyền thống tại xã Tiên Lữ

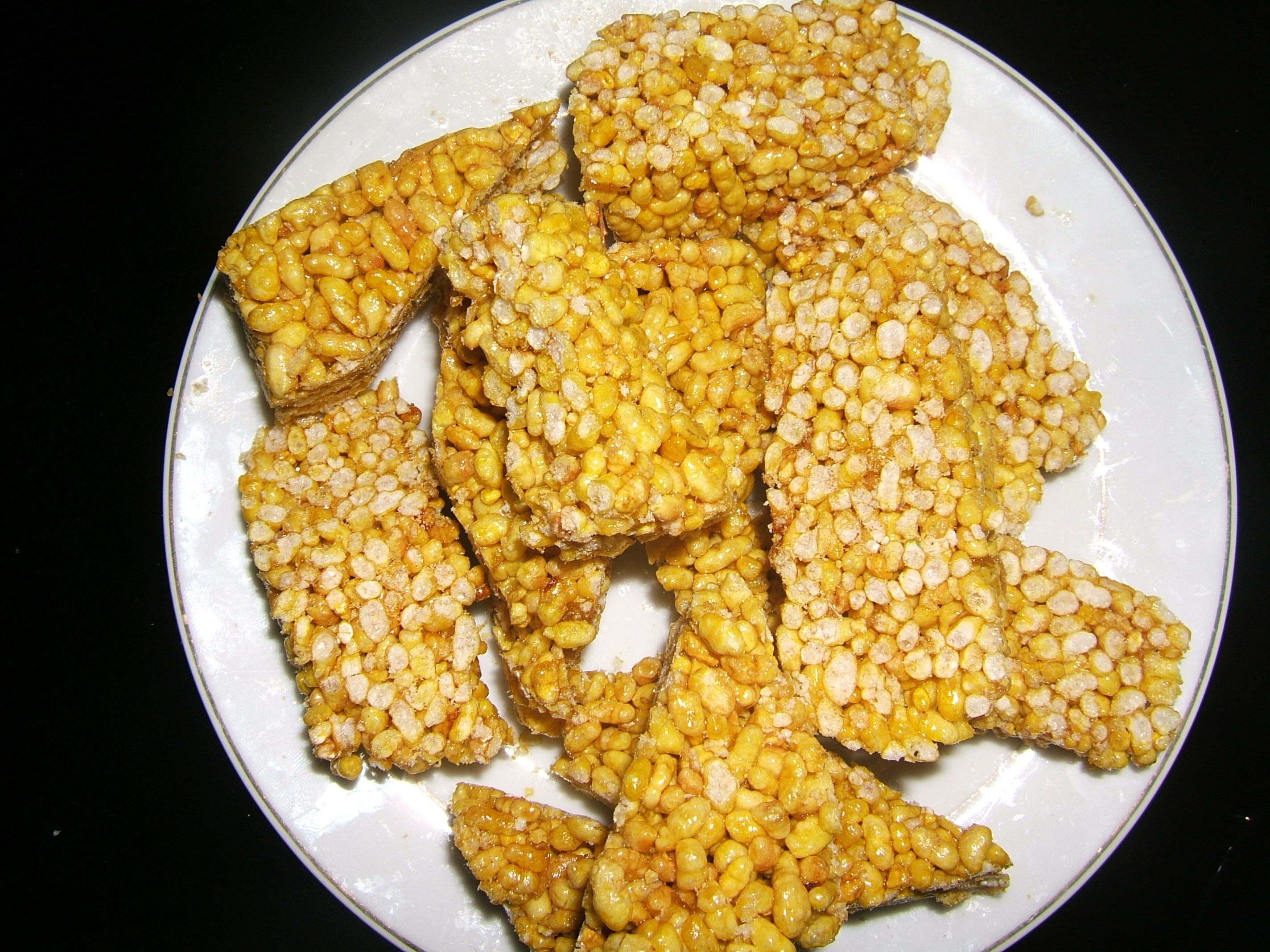
Bánh gạo rang Tiên Lữ

Kinh tế nông nghiệp là chủ yếu ở Tiên Lữ. Hiện nay, ngoài trồng lúa nước còn trồng thêm khoai lang, sắn,... và có nghề phụ như đan lát,...
Người ta có câu "Bánh nẳng chợ Tràng, gạo rang Tiên Lữ". Bánh gạo rang (còn gọi là "gạo rang"), là một đặc sản của Tiên Lữ, được làm trong những dịp lễ, tết và làm quà.
Xã còn có nghề truyền thống làm cá thính (còn gọi là "cá mắn") nổi tiếng trong nước, thường được biết đến với tên gọi "cá thính làng Tiên". Năm 2010, cá thính Lập Thạch được Cục Sở hữu trí tuệ cấp giấy phép đăng ký bảo hộ nhãn hiệu, và năm 2012 Hội Chế biến Cá thính Lập Thạch ra đời với 28 hội viên do ông Đỗ Văn Hải ở xã Tiên Lữ làm hội trưởng

## Văn hóa - Du lịch

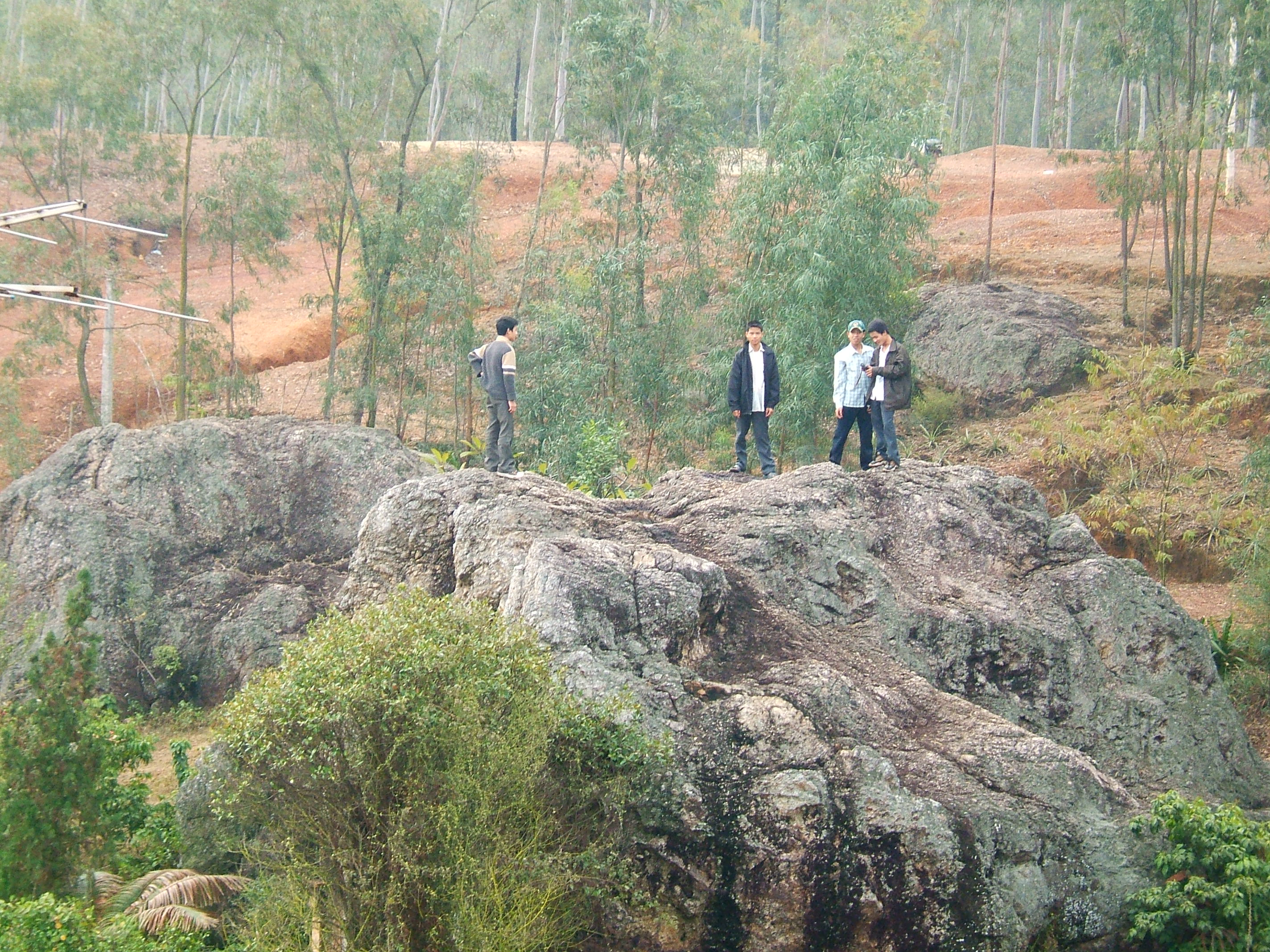
Đá dựng tại động Tiên Du

Động Tiên Du là một địa điểm du lịch lý tưởng của người dân trong xã, huyện. Nằm cách UBND xã Tiên Lữ khoảng 1 km, động Tiên Du hiện ra với biết bao kỳ thú, quanh động có nhiều tảng đá lớn với các hình hài con vật khác nhau và rất lạ kỳ tất cả các con vật đều quay đầu về phía Tây Thiên nơi được coi là Đạo Phật phát tích ở Việt Nam. Cảnh vật nơi đây cũng có núi non trùng điệp tuyệt đẹp.
Đình làng được xây dựng từ thời Lê Trung hưng, thờ 3 vị thần có danh hiệu Đông Nha Tam vị Đại vương, những người có công đánh đuổi quân Chiêm Thành trong trận Đầm Hồng, dân gian thường gọi là chàng Cả, chàng Hai, chàng Ba họ Trần. Ban đầu đường có tên là đình Bụt, toạ lạc trên đồi Tó Trị của làng Chặng. Đến tháng 6 năm Minh Mạng thứ 15 (1834), đình được dời về trung tâm xã Tiên Lữ và xây dựng mới, đến tháng 12 năm 1834 thì cất nóc và được gọi là đình Tiên Lữ, gọi theo tên làng. Khuôn viên đình có diện tích khoảng 600 m², gồm tòa đại đình 5 gian, 2 dĩ, diện tích 330 m². Phần còn lại là sân đình và hai nhà tả mạc, hữu mạc. Đại đình có 4 mái với các đạo đình hình đầu rồng uốn cong. Thượng cung được nâng cao thành một sàn gác ở chính gian giữa, giảm được phần chuôi vồ. Đình có nhiều bức chạm khắc gỗ trên các bức cốn, kẻ, bẩy và đồ tự khí.
Trong làng có nhiều tập tục và trò chơi dân gian khác nhau như chọi gà, uống trà, chơi cờ người...

## Giáo dục
Tuy là một vùng còn nghèo khó nhưng xã Tiên Lữ lại rất mạnh về giáo dục  và luôn đầu tư nhiều mặt cho nền giáo dục xã nhà.